# Dialeurolonga lata
Dialeurolonga lata là một loài côn trùng cánh nửa trong họ Aleyrodidae, phân họ Aleyrodinae.
Dialeurolonga lata được Takahashi miêu tả khoa học đầu tiên năm 1955.